# マラウイの文化

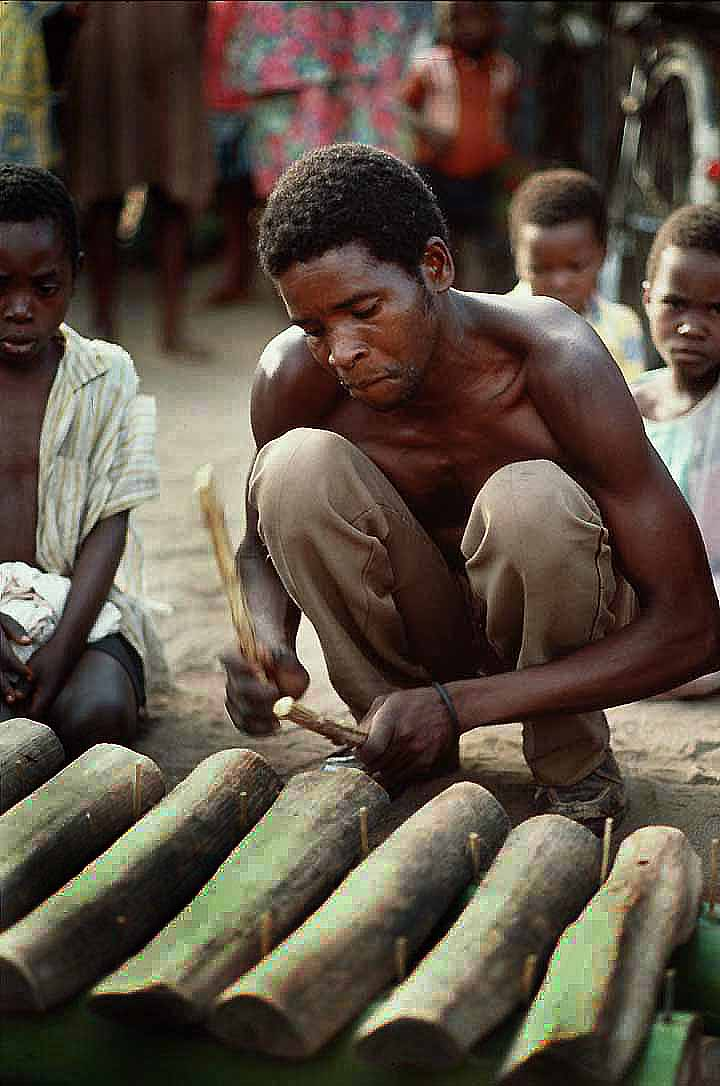
伝統楽器を演奏するマラウイの男性

本稿では、マラウイの文化について説明する。

## 概要
マラウイの主要な文化の一つに伝統舞踊があり、1987年11月にはマラウイ政府によって国立舞踊団（旧クワチャ民族舞踊団）が創設されている。伝統音楽や伝統舞踊は、通過儀礼や儀式のほか、結婚式や祝賀会で盛んに行われている。サッカーはイギリスの植民地時代にマラウイへ導入され、現在最も盛んに行われているスポーツである。なお、近年はバスケットボールも広まりつつある。

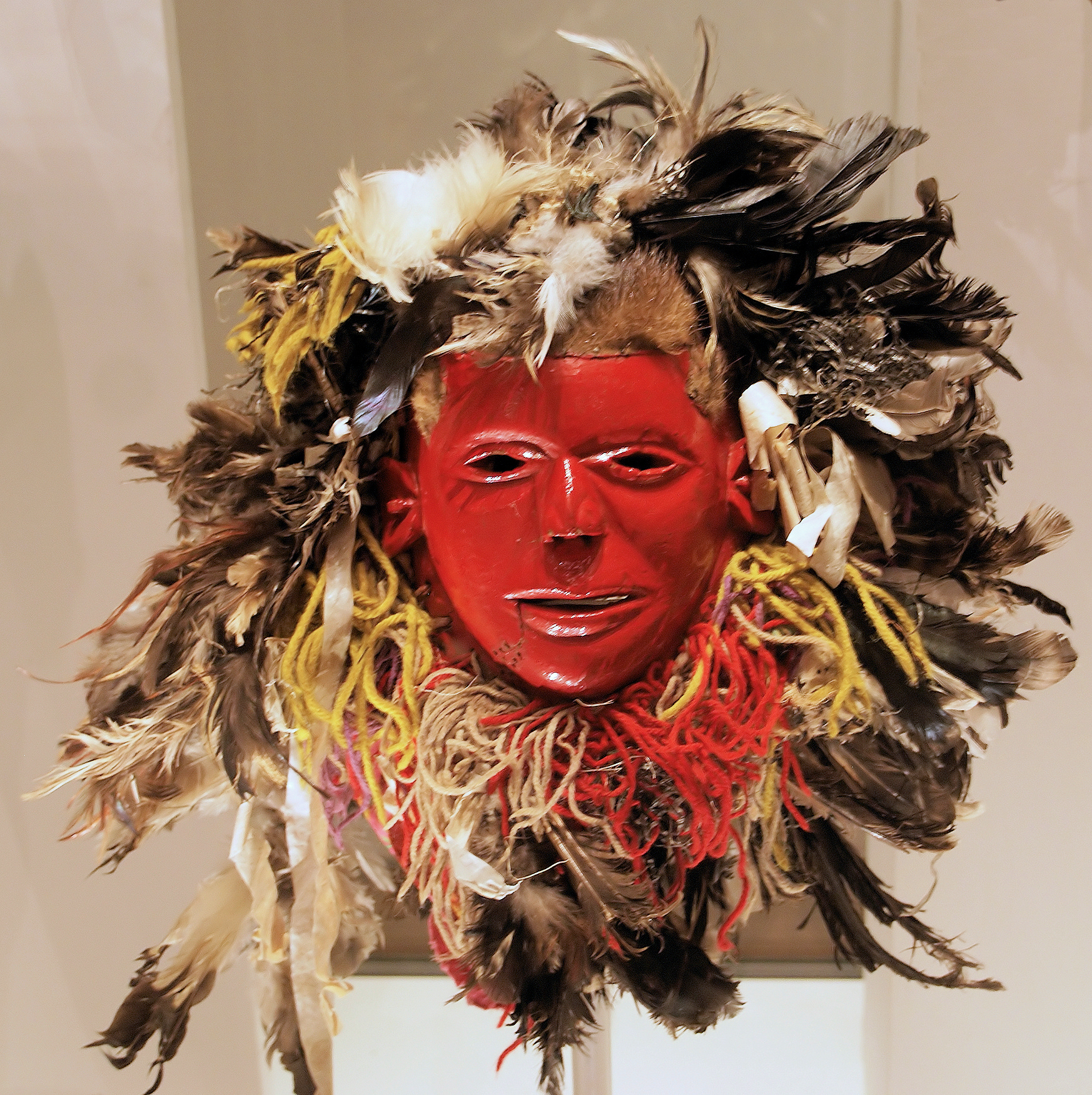
チェワ族のマスク

また、マラウイに暮らす民族は、籠細工（en:basketry）や木彫り（en:wood carving）の仮面などの製作に関して、豊富な伝統技術を有している。なお、これらの道具は各部族の伝統的な儀式に際して現在でも使用されている。その他の木彫り製品や油絵も、観光客に販売するための商品として製作が行われており、都市部では数多く見ることができる。マラウイ出身で国際的知名度の高い文学活動家としては、詩人のジャック・マパンジェ（en:Jack Mapanje）、歴史作家兼フィクション作家のポール・ゼレザ（en:Paul Tiyambe Zeleza）、作家のレグソン・カイラ（en:Legson Kayira）、フェリックス・ムンサリ（en:Felix Mnthali）、フランク・チパスラ、デイビッド・ルバジリ（en:David Rubadiri）などが知られている。

## 民族的背景
現在の国家名であるマラウイ（Malawi ）は、15世紀ごろにコンゴ民主共和国の南部から移住してきたバントゥー系民族のマラビ族（Maravi ）に由来する。この民族はマラウイ湖の北側のエリアまでたどり着いたところで2つの集団に分離した。一方は、湖の西側を南へと進み、マラウイ湖の西側のエリアに暮らすチェワ族の先祖となった。残りのもう一方は、湖の東側を南へと進み、マラウイ湖の南側のエリアに暮らすニャンジャ族の先祖となった。1900年頃までは、移住や部族紛争といった諸条件からマラウイ人社会の結束形成は妨げられていた。その後、より近年になってくると民族や部族の差異は減少していくが、地域による差異や対立は現在でも残ったままである。しかし、いくつかの明確な差異があるにも拘らず、現在は重大な不和や対立関係が各部族間に存在しないことから、マラウイ人としての概念が定着しつつあると言える。また、田舎の農村の人々が大半を占めるマラウイ人は、概して保守的であるとともに伝統的に非暴力主義である。 

## 国旗

マラウイの国旗

マラウイの国旗は、上から順に黒、赤、緑の三色旗であり、最上段の黒いエリアには、日の出の赤い太陽が描かれている。この三色は、黒がアフリカの国民を、赤はアフリカの自由のために殉教した者の血を、緑はマラウイの自然を示しているほか、日の出はアフリカにおける自由の始まりとアフリカの希望を意味している。

## 国章
マラウイの国章の中には、3つの小さな領域に分けられた盾が描かれており、3つの領域のうちの上の段には、銀色と青色の波模様が描かれている。また、盾の中段には、赤を背景とした金色のライオンが描かれており、盾の下段には、黒い背景に浮かぶ金色の太陽が描かれている。次に、盾の上部には兜が置かれ、その兜の上にはワシが描かれており、さらにワシの後ろには金色の太陽が浮かび上がる様子が描かれている。また、盾の左側にはライオンが、右側にはヒョウが描かれ、左右から国章を支えている。一方、盾の下側には山が描かれており、その下部にあるリボンには、マラウイの国の標語である"Unity and Freedom"（統一と自由）の言葉が英語で書かれている。
上記のうち、波模様はマラウイ湖を、浮かぶ2つの太陽はアフリカの自由と独立の誕生を、山はマラウイで最も標高の高いムランジェ山を意味している。